# Incident Tapani
Incident Tapani nebo také povstání v Tapani  v roce 1915 bylo jedním z největších ozbrojených povstání tchajwanských domorodých obyvatel proti japonské koloniální nadvládě na Tchaj-wanu. Mezi další používané názvy patří incident v chrámu Xilai kvůli chrámu Xilai v Tainanu, ve kterém povstání začalo, a incident Yu Qingfang po vůdci povstání Yu Qingfangovi. Japonské policejní stanice byly napadeny domorodými a čínskými povstalci pod vedením Chiang Tinga a Yü Ch'ing-fanga. Povstalci vyhlásili republiku Tai Gongheguo, jejíž existence však trvala jen 12 dní, než byla vzpoura násilně potlačena.

## Důsledky
Moderní tchajwanská historiografie se snaží zobrazit Incident Tapani jako nacionalistické povstání buď z čínské (sjednocení) nebo z tchajwanské (nezávislost) perspektivy. Japonská koloniální historiografie se pokusila vylíčit incident jako rozsáhlý příklad banditismu vedeného kriminálními živly. Incident Tapani se liší od ostatních povstání v historii Tchaj-wanu díky svým prvkům milenarianismu a lidového náboženství, které umožnily Yu Qingfangovi vybudovat značnou ozbrojenou sílu povstalců, kteří věřili, že nemohou být zraněni moderními zbraněmi.
Japonským koloniálním úřadům neušla podobnost mezi rétorikou vůdců povstání Tapani a nedávného Boxerského povstání v Číně a koloniální vláda následně věnovala více pozornosti lidovému náboženství a podnikla kroky ke zlepšení koloniální správy jižního Tchaj-wanu.
Domorodci v odboji proti Japoncům pokračovali i nadále, zatímco čínský násilný odboj se po Tapani zastavil.